# Rivière Coulonge
Rivière Coulonge är ett vattendrag i Kanada.   Det ligger i provinsen Québec, i den sydöstra delen av landet, 100 km nordväst om huvudstaden Ottawa.
Omgivningarna runt Rivière Coulonge är en mosaik av jordbruksmark och naturlig växtlighet. Runt Rivière Coulonge är det ganska tätbefolkat, med 96 invånare per kvadratkilometer.